# 宫腔粘连
宫腔粘连又称阿谢曼综合征（Asherman's syndrome），与刮宫（宫腔术）有关。

## 出现机制
1. 常见于行人工流产术[1]或自然流产刮宫术后，这些并发症通常是由于各种碎片滞留而发生的，术后一般感染都可引起子宫腔或输卵管纤维粘连，其中中重度感染更为严重；
2. 其次发生于产后出血恶露不止，行刮宫术后，由于妊娠后子宫壁较软，刮宫时深度控制不佳，或过度搔刮宫腔，还有吸宫时负压过大，时间过长等；
3. 非妊娠引起的宫腔粘连约占9%，如子宫内膜结核、子宫肌瘤挖除术，诊断性刮宫术等。

## 历史
本病最早由Heinrich Fritsch（Fritsch, 1894）在病例描述 记录，1948年由以色列妇科医生Joseph Asherman（1889-1968）又对这种症状进一步描述 in 1948.。
正因如此，它又被称为阿谢曼综合征。